# Paul Speratus
Paul Speratus (nebo také Paulus Speratus; česky jako Pavel Speratus) byl německý protestantský teolog, luterský reformátor.

## Život a dílo
Paul Speratus byl německý protestantský kněz, jenž se v období německé reformace přiklonil na stranu Lutherova učení, a proto musel utéci z Würzburgu, kde doposud kněžsky působil. Přes rakouský Salcburk se dostal až do Jihlavy (Iglau), kde se stal místním farářem. Jeho kázání se ale nezamlouvalo olomouckému biskupu, který se jej rozhodl nechat zatknout.
Je po něm pojmenován evangelický Kostel svatého Pavla v Jihlavě (Pauluskirche).